# Bajnof
Bajnof se danes imenuje predel Novega mesta na južnem vznožju Trške gore. 
Bajnof se v zapisih prvič pojavi v 13. stoletju, ko so stiški menihi pod Trško goro pozidali vinski dvor (Weinhof), od koder izvira tudi današnje poimenovanje Bajnof. Klet je bila takrat največja in po tedanjih merilih najboljša na Dolenjskem. Med drugim je grad Bajnof pripadal družini Von Fichtenau, kasneje pa ga je po poroki podedovala grad družina Medved.
Na Bajnofu je do druge svetovne vojne delovala vinogradniška šola, med vojno pa so dvorec požgali, po vojni pa do tal podrli. Danes tam deluje Grm Novo mesto - center biotehnike in turizma, v sklopu katerega je tudi Kmetijska šola Grm in biotehniška gimnazija s svojimi kmetijskimi površinami.